# Oma (rivier)
De Oma (Russisch: Ома) is een rivier in de Russische autonome okroeg Nenetsië. De rivier heeft een lengte van 268 kilometer (met de Kleine Oma 307 kilometer). De Oma ontspringt op het Russisch Laagland in een gebied met permafrost, stroomt naar het noorden en mondt in oostelijke richting uit in het mid-zuiden van de Tsjosjabaai van de Barentszzee. Het stroomgebied van de rivier omvat 5050 km². De rivier stroomt voornamelijk door moerasgebied en neemt gedurende haar loop een groot aantal zijrivieren op. Aan de monding vormt de rivier een breed en visrijk estuarium.
De grootste en enige permanent bewoonde plaats aan de rivier is het dorp Oma (66° 39′ NB, 46° 30′ OL ) met ongeveer 1000 inwoners. Aan de monding ligt de onbewoonde plaats Oest-Oma en stroomopwaarts van Oma de onbewoonde plaats Savino.